# تانيا بايرون
تانيا بايرون (بالإنجليزية: Tanya Byron)‏ هي عالمة نفس بريطانية، ولدت في 6 أبريل 1967 في المملكة المتحدة.

## وصلات خارجية
- تانيا بايرون على موقع IMDb (الإنجليزية)
- تانيا بايرون على موقع قاعدة بيانات الفيلم (الإنجليزية)